# Substance blanche
La substance blanche est une catégorie de tissu du système nerveux central, principalement composé des axones myélinisés des neurones. Elle relie différentes aires de la substance grise où se situent les corps cellulaires des neurones. Elle constitue la partie interne du cerveau et la partie superficielle de la moelle épinière.
La substance blanche a en fait un aspect rosé à l’œil nu qui est principalement dû à la présence de capillaires sanguins. Ce n'est qu'après avoir été traité au formaldéhyde, pour la conservation, que ce tissu prend sa couleur blanche caractéristique.
Il existe une troisième teinte de tissu dans le cerveau, la substance noire qui est due à un fort taux de mélanine dans les neurones dopaminergiques.

## Composition
La substance blanche est composée principalement d'axones myélinisés regroupés en fibres ou faisceaux (par exemple les fibres de projection) qui connectent entre elles différentes aires de la substance grise, où se situent les corps cellulaires des neurones. Ces fibres transmettent les impulsions nerveuses constituées de potentiels d'action. 
Les hommes ont légèrement plus de matière blanche que les femmes, à la fois en volume et en longueur d'axone. À 20 ans, la longueur totale moyenne de fibres myélinisées chez l'homme est de 176 000 km alors que chez la femme elle est de 149 000 km. Il y a un déclin de cette longueur totale avec l'âge d'environ 10 % par décennie, de telle façon qu'un homme de 80 ans n'a plus que 97 200 km d'axone et une femme 82 000 km. La majorité de la réduction est due à la perte des fibres de fine épaisseur.

## Localisation
Dans le cerveau, on trouve différentes structures de substance blanche :
- Les capsules externes
- Les capsules internes
- Les capsules extrêmes
- Le chiasma optique
- Le centre ovale de Vieussens
- La commissure antérieure
- La commissure postérieure
- Le corps calleux ou mésolobe
- Les trigones ou fornix

## Fonction
La substance blanche est responsable de la propagation des informations dans le système nerveux. La myéline qui entoure les axones et qui donne à cette structure sa couleur blanche est responsable de la conduction rapide du signal électrique. 

## Implications pathologiques
Alors que les lésions de la substance grise sont le plus souvent irréversibles, certaines atteintes de la substance blanche peuvent être réversibles avec une repousse et/ou une remyélinisation partielle de certains axones. 
La sclérose en plaques est une des maladies les plus courantes affectant la substance blanche. Au niveau des plaques formées durant cette maladie, la myéline qui protège les axones est détruite par des processus inflammatoires, causant plusieurs dysfonctionnements cérébraux.
L'apparition de plaques amyloïdes dans la substance blanche est associée à la maladie d'Alzheimer ou à d'autres maladies neurodégénératives.
Une autre pathologie affectant la substance blanche est le développement d'une leucoaraiose qui est une raréfaction de la substance blanche due à plusieurs conditions, dont l'atteinte de la barrière hémato-encéphalique.